# Eo biển Wetar
Eo biển Wetar (tiếng Indonesia: Selat Wetar) chia tách phần phía đông của đảo Timor với đảo Wetar. Eo biển này nằm giữa Indonesia về phía Bắc và Đông Timor về phía nam. Phía tây là Atauro và xa hơn là eo biển Ombai, phía đông là phần phía nam của biển Banda  cực nam của quần đảo Maluku. Nơi hẹp nhất của eo biển rộng 36 km.